# Unité urbaine de Templeuve-en-Pévèle
L'unité urbaine de Templeuve-en-Pévèle est une unité urbaine française centrée sur les communes de Fretin, Mérignies et Templeuve-en-Pévèle.

## Données globales
En 2010, selon l'Insee, l'unité urbaine était composée de trois communes.
En 2020, à la suite d'un nouveau zonage, elle est composée de cinq communes, les communes de Mérignies et Pont-à-Marcq, constituant en 2010 l'unité urbaine de Pont-à-Marcq ayant été ajoutées au périmètre.
En 2022, avec 17 731 habitants, elle représente la 11e unité urbaine du département du Nord et occupe le 33e rang dans la région Hauts-de-France.
En 2019, sa densité de population s'élève à 406 hab/km2.

## Composition de l'unité urbaine en 2020
Elle est composée des cinq communes suivantes :
| Nom                  | Code Insee | Département | Statut       | Superficie (km2) | Population (dernière pop. légale) | Densité (hab./km2) | Modifier                                    |
| -------------------- | ---------- | ----------- | ------------ | ---------------- | --------------------------------- | ------------------ | ------------------------------------------- |
| Fretin               | 59256      | Nord        | ville-centre | 13,17            | 3 221 (2022)                      | 245                | modifier les données · modifier les données |
| Mérignies            | 59398      | Nord        | ville-centre | 8,61             | 3 476 (2022)                      | 404                | modifier les données · modifier les données |
| Templeuve-en-Pévèle  | 59586      | Nord        | ville-centre | 15,84            | 6 979 (2022)                      | 441                | modifier les données · modifier les données |
| Péronne-en-Mélantois | 59458      | Nord        | banlieue     | 1,14             | 1 001 (2022)                      | 878                | modifier les données · modifier les données |
| Pont-à-Marcq         | 59466      | Nord        | banlieue     | 2,22             | 3 054 (2022)                      | 1 376              | modifier les données · modifier les données |

## Démographie
| 1968  | 1975   | 1982   | 1990   | 1999   | 2008   | 2013   | 2019   |
| ----- | ------ | ------ | ------ | ------ | ------ | ------ | ------ |
| 9 568 | 10 988 | 11 823 | 12 561 | 13 719 | 14 698 | 15 607 | 16 650 |

#### Données générales
- Unité urbaine
- Aire d'attraction d'une ville
- Aire urbaine (France)
- Liste des unités urbaines de France

#### Données démographiques en rapport avec l'unité urbaine de Templeuve-en-Pévèle
- Aire d'attraction de Lille (partie française)
- Arrondissement de Lille